# Helastia plumbea
Helastia plumbea là một loài bướm đêm trong họ Geometridae.